# 阿爾圖納 (佛羅里達州)
阿爾圖納（英語：Altoona）是位於美國佛羅里達州萊克縣的一個人口普查指定地區。

## 地理
阿爾圖納的座標為28°57′57″N 81°38′54″W / 28.96583°N 81.64833°W，而該地最高點為海拔高度30米（即98英尺）。

## 人口
根據2010年美國人口普查的數據，阿爾圖納的面積為1.30平方千米，當中陸地面積為1.20平方千米，而水域面積為0.10平方千米。當地共有人口88人，而人口密度為每平方千米67人。